# No Tears Left to Cry
«No Tears Left To Cry» (с англ. — «Не осталось слёз, чтобы плакать») — лид-сингл американской певицы Арианы Гранде из её четвёртого альбома Sweetener (2018). Песня вышла 20 апреля 2018 года на лейбле Republic Records.
21 августа 2018 года на церемонии 2018 MTV Video Music Awards видеоклип этой песни получил награду в категории как лучшее музыкальное поп-видео года (всего было четыре номинации, включая, видео года, визуальные эффекты и лучший оператор).

## История
9 апреля 2018 года американский журнал Variety сообщил, что Ариана готова выпустить лид-сингл с грядущего альбома 27 апреля. Несколько дней позже, в Диснейленде, её заметили в свитере с перевёрнутой вниз головой надписью «No tears left to cry». Также её брат, парень и другие знаменитые друзья Гранде стали опубликовывать селфи в этих свитерах. Журнал «Hits» позже подтвердил информацию о том, что песня выйдет на неделю раньше.
17 апреля, спустя долгое время, Гранде опубликовала в Твиттере смайлик в виде капли и подписала: «Скучала по вам». Несколько минут спустя, певица написала перевёрнутый текст «no tears left to cry» и ниже «4.20», что обозначало название сингла и дату выхода. 19 апреля был опубликован сначала короткий фрагмент трека, а потом и клип на эту песню. В начале той же недели она также провела вечеринку с прослушиванием трека в Лондоне.
«No Tears Left to Cry» сочетает такие музыкальные стили как данс-поп и диско в сочетании с урбанистической электронной музыкой гэридж.
5 мая 2018 года хит «No Tears Left to Cry» дебютировал на № 3 в США, это девятый сингл певицы в десятке top-10 Hot 100 и шестой дебют там. По этому показателю она делит шестое место с Lady Gaga и Rihanna, после Taylor Swift (14 дебютов в десятке лучших), Drake (12), Eminem (8), Justin Bieber (7) и Lil Wayne (7). Ариана Гранде стала первым в истории музыкантом, у которого с каждого из первых четырёх альбомов подряд первый сингл сразу дебютировал в десятке лучших в США (top-10 Hot 100). Первым был дебют хита «The Way» при участии Mac Miller (№ 10, с первого альбома Yours Truly, 2013); «Problem» при участии Iggy Azalea (№ 3, с альбома My Everything, 2014) и «Dangerous Woman» (№ 10, 2016).
В издании журнал Billboard от 21 июля 2018 года «No Tears Left to Cry» возглавил радиоэфирный чарт Mainstream Top 40 (=Pop Songs), став там её третьим чарттоппером после «Problem» (2014) и «Side to Side» (2016). также песня достигла позиции № 8 в чарте Adult Top 40, позиции № 12 в чарте Billboard Rhythmic Songs и позиции № 1 в чарте Dance Club Songs (став там 23 июня её вторым чарттоппером).

## Отзывы
Песня получила положительные отзывы музыкальных критиков и интернет-изданий: Laura Snapes of The Guardian, Billboard, Variety, MTV News, HuffPost, Rolling Stone, NME, Pitchfork, Forbes.com.

## Награды и номинации
| Год  | Организация                            | Награды                           | Результат | Ссылка |
| ---- | -------------------------------------- | --------------------------------- | --------- | ------ |
| 2018 | MTV Europe Music Awards                | Best Video                        | Номинация | [ 30 ] |
| 2018 | MTV Europe Music Awards                | Best Song                         | Номинация | [ 30 ] |
| 2018 | MTV Video Music Awards                 | Video of the Year                 | Номинация | [ 31 ] |
| 2018 | MTV Video Music Awards                 | Best Pop                          | Победа    | [ 31 ] |
| 2018 | MTV Video Music Awards                 | Best Cinematography               | Номинация | [ 31 ] |
| 2018 | MTV Video Music Awards                 | Best Visual Effects               | Номинация | [ 31 ] |
| 2018 | MTV Video Music Awards Japan           | Best Female Video — International | Победа    | [ 32 ] |
| 2018 | Nickelodeon Mexico Kids' Choice Awards | Favorite Hit                      | Номинация | [ 33 ] |
| 2018 | NRJ Music Awards                       | International Song of the Year    | Номинация | [ 34 ] |
| 2018 | NRJ Music Awards                       | Video of the Year                 | Номинация | [ 34 ] |
| 2018 | People’s Choice Awards                 | Song of the Year                  | Номинация | [ 35 ] |
| 2018 | People’s Choice Awards                 | Music Video of the Year           | Номинация | [ 35 ] |
| 2018 | Teen Choice Awards                     | Choice Song: Female Artist        | Номинация | [ 36 ] |
| 2018 | Teen Choice Awards                     | Choice Pop Song                   | Номинация | [ 36 ] |
| 2019 | Global Awards                          | Best Song                         | Номинация | [ 37 ] |

## Музыкальное видео
Видеоклип был снят режиссёром Дейвом Мейерсом, а его премьера прошла 20 апреля 2018 года на канале Vevo.
Шанте Хоникатт из журнала Billboard назвала клип «прекрасным, психоделическим видео» и процитировал Мейерса следующим образом: «Концепция, которую мы хотели исследовать, была дезориентация, которую вы переживаете в жизни, и квест, который мы все проходим, чтобы снова найти землю под ногами». Видео посмотрели более чем 1 миллиарда раз.
Видео получило 4 номинации на премию МТВ (включая, видео года, визуальные эффекты и лучший оператор) и 21 августа 2018 года на церемонии 2018 MTV Video Music Awards получило награду в категории как лучшее музыкальное поп-видео года.

## Концертные выступления
Гранде впервые исполнила песню «No Tears Left to Cry» 20 апреля 2018 года во время своего выступления на ежегодном музыкальном фестивале Коачелла (первая ночь второй недели Coachella Valley Music and Arts Festival).

## Участники записи
По данным Tidal.
- Ариана Гранде — вокал
- Макс Мартин — запись, клавишные, бас-гитара, ударные, перкуссия, программирование
- Ilya Salmanzadeh — запись, клавишные, ударные, перкуссия, программирование
- John Hanes — звукорежиссёр
- Sam Holland — звукорежиссёр
- Cory Bice — ассистент звукорежиссёра
- Jeremy Lertola — ассистент звукорежиссёра
- Serban Ghenea — микширование

## Чарты
| Чарт (2018)                            | Высшая позиция |
| -------------------------------------- | -------------- |
| Аргентина (Argentina Hot 100)          | 78             |
| Австралия (ARIA)                       | 1              |
| Австрия (Ö3 Austria Top 40)            | 2              |
| Бельгия/Фландрия (Ultratop 50)         | 5              |
| Бельгия/Валлония (Ultratop 50)         | 13             |
| Боливия (Monitor Latino)               | 13             |
| Бразилия (Crowley Charts)              | 94             |
| Канада (Billboard Canadian Hot 100)    | 2              |
| Канада (Billboard AC)                  | 18             |
| Канада (Billboard CHR/Top 40)          | 2              |
| Канада (Billboard Hot AC)              | 7              |
| Колумбия (National-Report)             | 54             |
| Хорватия (Airplay, HRT)                | 7              |
| Чехия (Rádio — Top 100)                | 5              |
| Чехия (Singles Digitál Top 100)        | 1              |
| Дания (Tracklisten)                    | 6              |
| Эквадор (National-Report)              | 59             |
| Сальвадор (Monitor Latino)             | 16             |
| Эстония (IFPI)                         | 1              |
| Европа (Euro Digital Songs, Billboard) | 2              |
| Финляндия (Suomen virallinen lista)    | 2              |
| Франция (SNEP)                         | 3              |
| Германия (GfK)                         | 2              |
| Греция (Digital Singles, IFPI)         | 1              |
| Венгрия (Rádiós Top 40)                | 15             |
| Венгрия (Single Top 40)                | 1              |
| Венгрия (Stream Top 40)                | 1              |
| Ирландия (IRMA)                        | 1              |
| Израиль (Media Forest)                 | 3              |
| Италия (FIMI)                          | 6              |
| Япония (Billboard Japan Hot 100)       | 12             |
| Latvia (Latvijas Top 40)               | 2              |
| Lebanon (Lebanese Top 20)              | 6              |
| Malaysia (RIM)                         | 1              |
| Мексика (Mexico Airplay, Billboard)    | 2              |
| Нидерланды (Dutch Top 40)              | 2              |
| Нидерланды (Single Top 100)            | 4              |
| Новая Зеландия (Recorded Music NZ)     | 4              |
| Норвегия (VG-lista)                    | 1              |
| Польша (Polish Airplay Top 100)        | 3              |
| Португалия (AFP)                       | 1              |
| Румыния (Airplay 100)                  | 77             |
| Шотландия (OCC Scotland)               | 2              |
| Сингапур (RIAS)                        | 1              |
| Словакия (Rádio — Top 100)             | 28             |
| Словакия (Singles Digitál Top 100)     | 1              |
| Словения (SloTop50)                    | 3              |
| Республика Корея (Gaon Chart)          | 35             |
| Испания (PROMUSICAE)                   | 9              |
| Швеция (Sverigetopplistan)             | 10             |
| Швейцария (Schweizer Hitparade)        | 2              |
| Великобритания (OCC UK Singles)        | 2              |
| США (Billboard Hot 100)                | 3              |
| США (Billboard Adult Contemporary)     | 16             |
| США (Billboard Adult Pop Airplay)      | 4              |
| США (Billboard Dance Club Songs)       | 1              |
| США (Billboard Dance/Mix Show Airplay) | 3              |
| США (Billboard Pop Airplay)            | 1              |
| США (Billboard Rhythmic)               | 12             |
| Venezuela (National-Report)            | 94             |

| Чарт (2018)                           | Позиция |
| ------------------------------------- | ------- |
| Argentina (Monitor Latino)            | 94      |
| Australia (ARIA)                      | 26      |
| Austria (Ö3 Austria Top 40)           | 53      |
| Belgium (Ultratop Flanders)           | 17      |
| Belgium (Ultratop Wallonia)           | 32      |
| Canada (Canadian Hot 100)             | 13      |
| Denmark (Tracklisten)                 | 42      |
| Estonia (IFPI)                        | 18      |
| Germany (Official German Charts)      | 61      |
| Hungary (Rádiós Top 40)               | 64      |
| Hungary (Single Top 40)               | 20      |
| Hungary (Stream Top 40)               | 20      |
| Ireland (IRMA)                        | 10      |
| Israel (Galgalatz)                    | 10      |
| Japan (Japan Hot 100)                 | 89      |
| Netherlands (Dutch Top 40)            | 9       |
| Netherlands (Single Top 100)          | 34      |
| New Zealand (Recorded Music NZ)       | 46      |
| Poland (ZPAV)                         | 39      |
| Slovenia (SloTop50)                   | 18      |
| Sweden (Sverigetopplistan)            | 45      |
| Switzerland (Schweizer Hitparade)     | 36      |
| UK Singles (Official Charts Company)  | 9       |
| US Billboard Hot 100                  | 20      |
| US Adult Contemporary (Billboard)     | 39      |
| US Adult Top 40 (Billboard)           | 16      |
| US Dance Club Songs (Billboard)       | 23      |
| US Dance/Mix Show Airplay (Billboard) | 10      |
| US Mainstream Top 40 (Billboard)      | 14      |
| US Rhythmic (Billboard)               | 45      |

## Сертификации
| Регион | Сертификация     | Продажи    |
| --- | ---------------- | ---------- |
| Австралия (ARIA) | 6× Платиновый    | 420 000    |
| Австрия (IFPI Austria) | Золотой          | 15 000     |
| Бельгия (BEA) | Платиновый       | 40 000     |
| Бразилия (ABPD) | 3× Бриллиантовый | 480 000    |
| Канада (Music Canada) | 5× Платиновый    | 400 000    |
| Дания (IFPI Danmark) | Платиновый       | 90 000     |
| Франция (SNEP) | Платиновый       | 200 000    |
| Германия (BVMI) | Золотой          | 200 000    |
| Италия (FIMI) | Платиновый       | 50 000     |
| Мексика (AMPROFON) | 2× Платиновый    | 120 000    |
| Новая Зеландия (RMNZ) | Платиновый       | 30 000     |
| Норвегия (IFPI Norway) | 3× Платиновый    | 180 000    |
| Польша (ZPAV) | 4× Платиновый    | 80 000     |
| Португалия (AFP) | Платиновый       | 10 000     |
| Испания (PROMUSICAE) | Золотой          | 20 000     |
| Великобритания (BPI) | 3× Платиновый    | 1 800 000  |
| США (RIAA) | 6× Платиновый    | 6 000 000  |
| Стриминг |                  |            |
| Швеция (GLF) | 3× Платиновый    | 24 000 000 |
| Данные о продажах + прослушиваниях приведены только на основе сертификации. · Данные только о прослушиваниях приведены на основе сертификации. |                  |            |

## Каверы
В декабре 2018 года Майли Сайрус и Марк Ронсон исполнили свою версию песни в программе BBC Radio 1 Live Lounge.

## История выхода
| Регион | Дата           | Формат                       | Лейбл    | Ссылка  |
| ------ | -------------- | ---------------------------- | -------- | ------- |
| Разные | 20 апреля 2018 | Цифровое скачивание стриминг | Republic | [ 42 ]  |
| США    | 23 апреля 2018 | Радио Hot adult contemporary | Republic | [ 152 ] |
| США    | 24 апреля 2018 | Contemporary hit radio       | Republic | [ 153 ] |
| США    | 24 апреля 2018 | Радио Rhythmic contemporary  | Republic | [ 154 ] |